# Loreggia
Loreggia là một đô thị thuộc tỉnh Padova vùng Veneto, tọa lạc cách khoảng 35 km về phía tây bắc của Venezia và cách khoảng 20 km về phía đông bắc của Padova. Tại thời điểm ngày 31 tháng 12 năm 2004, đô thị này có dân số 6.316 người và diện tích 19,0 km².
Đô thị Loreggia bao gồm các frazione (các đơn vị cấp dưới) Loreggiola.
Loreggia giáp các đô thị: Camposampiero, Castelfranco Veneto, Piombino Dese, Resana, San Martino di Lupari, Santa Giustina in Colle.